# Asplenium lacei
Asplenium lacei är en svartbräkenväxtart som beskrevs av Ronald Louis Leo Viane och Reichst. Asplenium lacei ingår i släktet Asplenium och familjen Aspleniaceae. Inga underarter finns listade.